# Raccordo tangenziale
In geometria descrittiva il raccordo tangenziale tra due o più superfici è una superficie tangente a tutte quelle date. Viene utilizzato per smussare gli spigoli o eliminare i "salti" dall'unione delle superfici date.
L'utilizzo di software orientati alla geometria descrittiva può permettere di ottenere approssimazioni di raccordi tangenziali.
| Tra un cilindro e un piano | Tra due tori |